# 合羽橋

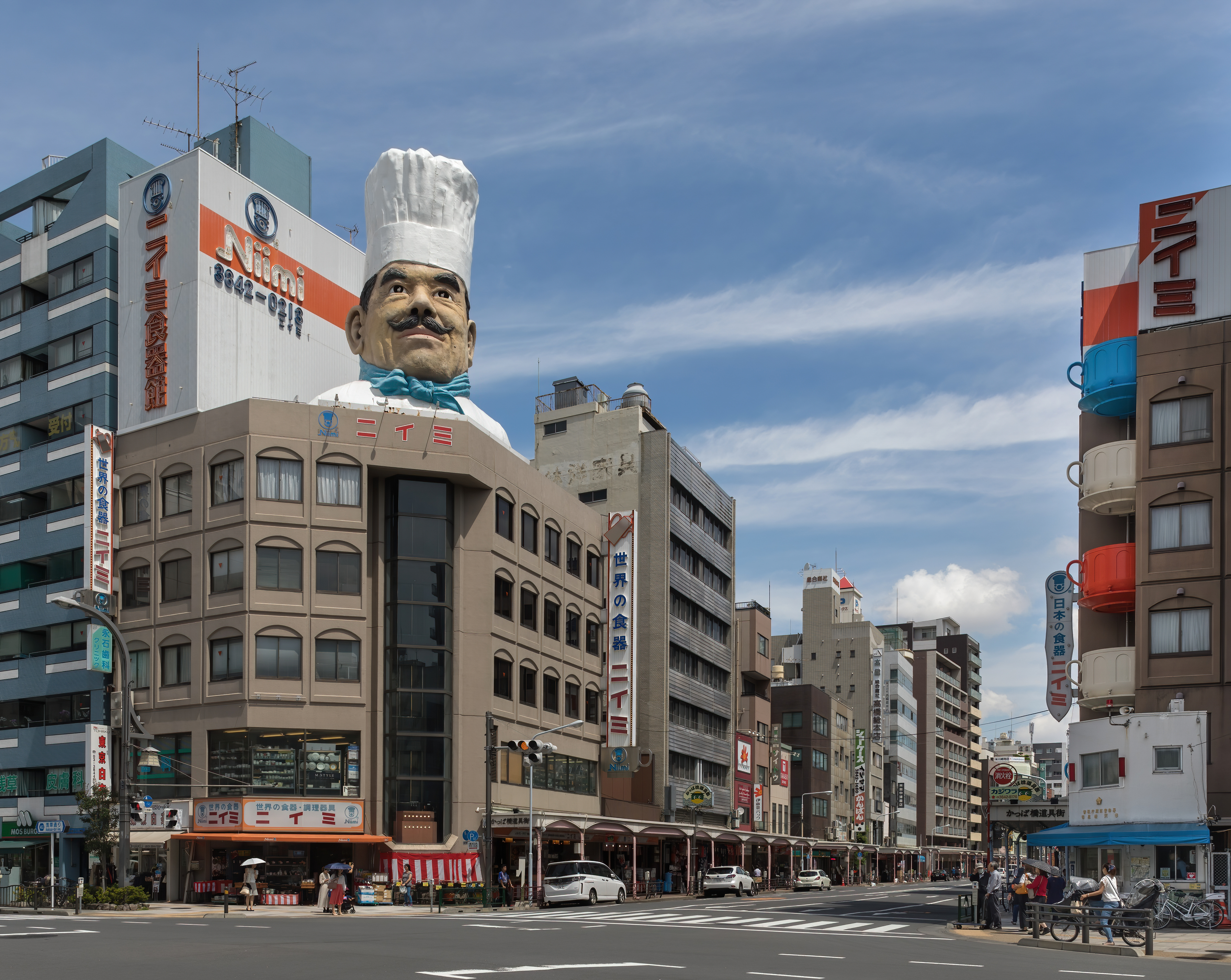
菊屋橋交差点角にあるジャンボコック像（ニイミ洋食器店）。

合羽橋（かっぱばし）は、東京都台東区の浅草と上野の中間に位置する問屋街で、おもに食器具・包材・調理器具・食品サンプル・食材・調理衣装などの各種道具を扱う。行政区分上の地名ではない。

## 概要
台東区松が谷、西浅草にまたがって存在し、浅草通りと交わる菊屋橋交差点付近から言問通りまで約800メートルに渡り南北に伸びる商店街である。
地元「東京合羽橋商店街振興組合」ではかっぱ橋道具街と称するが、かっぱ橋、合羽橋道具街とも呼称される。台東区道路通称名は、かっぱ橋道具街通りと認定されている。
雨具の合羽（カッパ）の字をあてるが、妖怪の河童にまつわる伝承があり、街のシンボルとして河童の置物や壁面装飾が数多く見られる。表通りの歩道の大半はアーケードが設置され、建物側に店舗銘板を兼ねる白い河童のキャラクターを取り付けている。アーケードの無い横路の店舗も、私的に飾られた河童の像や置物が見られる。
各種の厨房用品や設備に係わる専門店は170店以上に及び、「調理、厨房備品に関するものなら何でも揃う」。顧客の多くは飲食店主などの料理人である。卸売り中心であるが小売りも拒まない。抜き型や蕎麦切り包丁など限定用途の調理器具も店頭で販売し、諸国から訪日した料理人も見られる。日本特有の食品サンプルがガイド冊子などで紹介されて訪日観光客の人気を得て以来、専ら観光客向け土産物屋として営業する店もある。
毎年10月9日前後に開催されるかっぱ橋道具まつりでは、調理道具や食器、食品サンプル等を扱う専門店が出店し、平日でも朝早くから多くの人でにぎわう。1983年から開催され、第3回より10月9日を「道具の日」と定めた。2003年10月には、道具街誕生90周年を記念して、彫刻家の西村祐一と工芸作家の北村真一に制作を依頼し合羽橋交差点近くのポケットパークに「かっぱ河太郎像」を建立した。
1731年創業のドイツ刃物メーカーヘンケルス社など、高い技術と伝統を有する道具や店舗が多い。
釜浅商店は、2017年にフランスで現地法人「カマアサフランス」を設立して2018年5月14日に首都パリで直営店「KAMA-ASA」を開業するなど、合羽橋から海外へ進出する動向も見られる。
飯田屋は、109年の歴史を誇る料理道具専門店（2021年時点）。店内には天井に届きそうな程高く積みあげられた商品が約8500種類も並んでいる。1人の客の「こんな商品が欲しかった！」の要望に応えるため、1年間に1個も売れないものでも棚に陳列させ、過剰在庫も厭わないのが営業方針。商品の豊富さだけではなく、客のニーズに応えるために独自に調理道具を開発している。ある客から「もっと軽い切れ味のピーラーが欲しい」との声から刃の角度を極限まで追求した「ピーラー」は、岐阜・関市の職人と数年の歳月をかけて完成させた。店の鉄則は「売るな」。無理に売ろうとせず、客が欲しいと思う調理道具を見つけ出すことに従業員たちは全力を注いでいる。

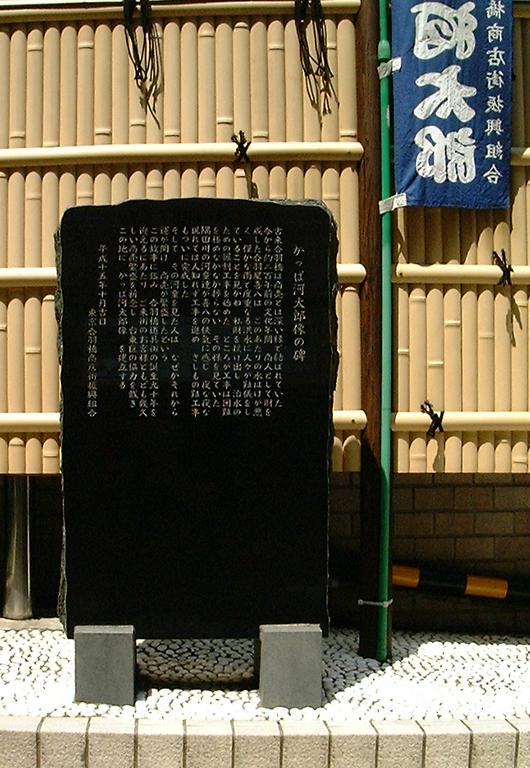
かっぱ河太郎像の碑 （かっぱ橋道具街ポケットパーク、2009年5月9日撮影）
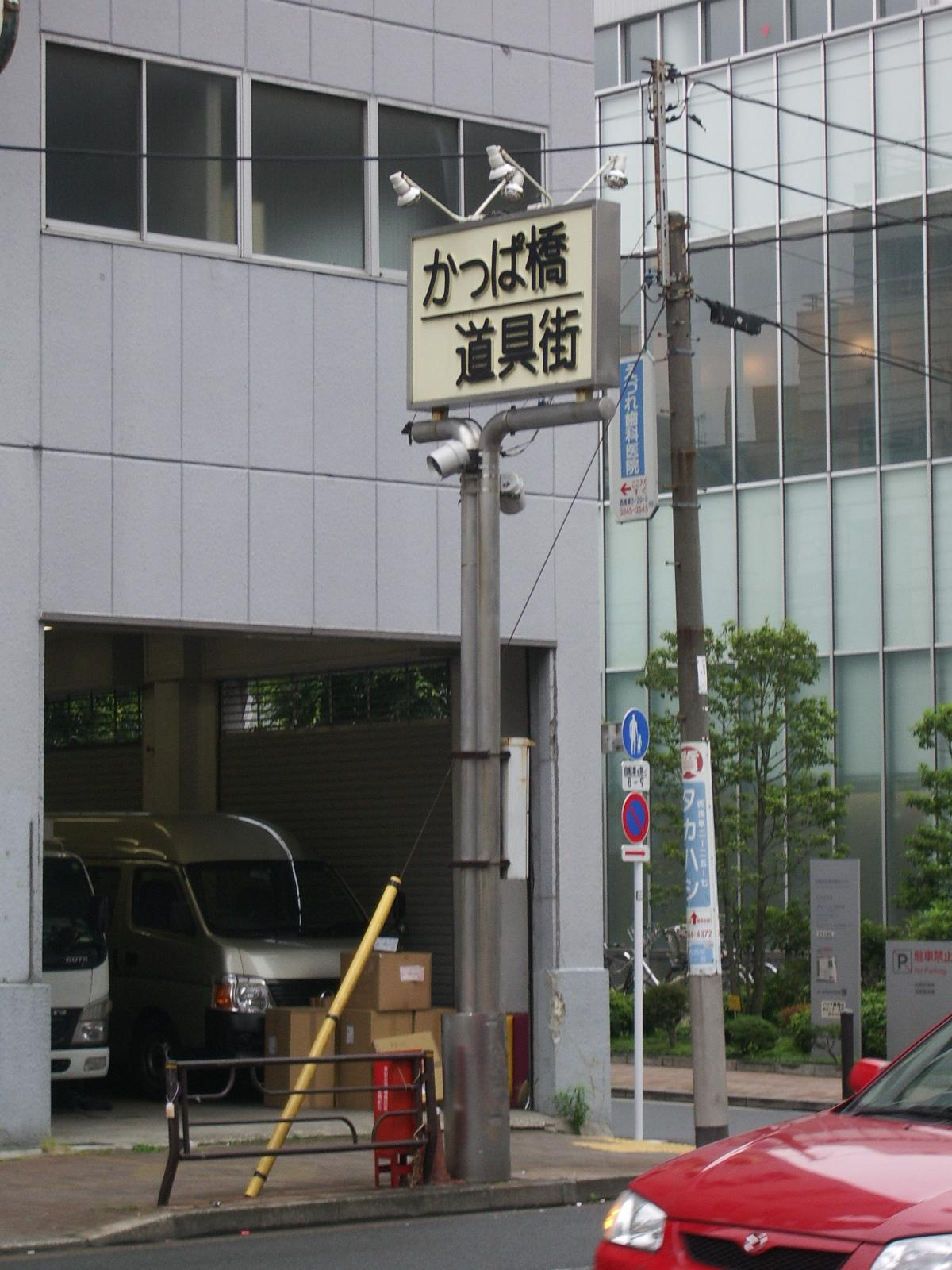
かっぱ橋道具街入口 （言問通り・金竜小学校前交差点、2009年6月5日撮影）

## 歴史

### 合羽橋の架設
文化年間にこの地で掘割（1659年開鑿・1933年暗渠、後の新堀川）を整備した合羽屋喜八（別称：合羽 川太郎）が合羽橋の名前の由来の一つとされる。
新堀川は、台東区の東部を南北に貫いていた構渠。1659年に江戸幕府が入谷と千束田甫の交通の便をはかるために作った人工の堀である。竜泉2丁目の竜泉寺付近から、現在のかっぱ橋道具通りを南下し、蔵前4丁目の南部で鳥越川に注いでいた。1918年には東京市の下水改良事業で河底と河壁はすべてコンクリートとなり、昭和初期の1927年ごろには暗渠排水となった。
湿地帯であった当地の住民達のために私財を費やして整備した合羽屋喜八の良心に心を打たれて河童達が夜ごとに工事して喜八を助けた、と言い伝えが残る。後述する「かっぱ橋本通り」沿いの曹源寺（通称：かっぱ寺）に合羽屋喜八の墓がある。
新堀川には、かつて幕末期に天文橋・浄念寺橋・菊屋橋・田島橋・松田橋・紙屋橋など少なくとも9つの橋が架けられており、その一つに合羽橋があった。合羽橋は現在の合羽橋交差点付近に位置していたが、近くに清水寺が鎮座していたことから、清水寺橋とも呼ばれていた。1933年（昭和8年）に新堀川の埋め立てに伴って撤去された。長さ4.24メートル・幅11メートルのコンクリート橋だった。

### 道具街と本通り
道具街の起源は、1912年（大正元年）頃に数軒の古道具商が店を構えたこととされる。大繁華街の浅草が近かったため、飲食店の古道具を扱う店が集まり始めた。また、ここに古道具屋が集まった理由のひとつに、近くの吉原通いをしていた若旦那が家財を売り、遊郭で遊ぶ金をつくったという話もある。第二次世界大戦後に現行の料理飲食店器具や菓子道具を取り扱う商店街へ発展する。
別説として、かつて台東区立金竜小学校の跡地付近に伊予新谷城主の下屋敷があり、侍や足軽が内職で作った雨合羽をこの橋にかけて乾かした、とされるかっぱ橋の由来があり、合羽屋喜八の商売が雨合羽屋であったことから、カッパの伝説が生まれたとされる。
浅草国際通りから昭和通りまで東西に伸びるかっぱ橋本通りは、かっぱ橋道具街と異なる商店街だが、同じカッパの伝説を名前の由来とする。かつてかっぱ橋本通りは馬車鉄道浅草裏線（1897年3月 - 1906年8月、1904年3月路面電車）、かっぱ橋道具街は都電千束線（1921年3月 - 1969年10月）がそれぞれ敷設された。

## かっぱ橋道具街の主な取扱品目
- 料理飲食店用機械器具・キッチン用品
- 陶器・ガラス製品
- 漆器
- 包装用品・容器・装飾品・店舗備品
- 店舗設計施工・陳列ケース・家具
- 厨房機器・冷蔵庫・冷蔵ショーケース
- ディスプレイ・看板
- 食品サンプル
- 竹製品・木製品
- 白衣・のれん
- 製菓製パン機械器具
- 製菓材料・喫茶材料・食料品・菓子　　など[18]

## アクセス
- 東京メトロ銀座線田原町駅から徒歩5分
- つくばエクスプレス浅草駅から徒歩5分
- 東京メトロ日比谷線入谷駅から徒歩6分
- 都営バスの菊屋橋バス停から徒歩2分
- 都営バスの入谷2丁目バス停で下車
- 南めぐりんかっぱ橋バス停がかっぱ橋道具街内にあり、東西めぐりん松が谷バス停で下車